# Simón Vélez
Simón Vélez (Manizales, 2 februari 1949) is een Colombiaans architect. De ontwerpen van Vélez kenmerken zich door een mengeling van technieken uit de avant-garde, ecologische methodes en lokaal design.

## Carrière
Van 1968 tot 1975 studeerde Vélez architectuur en kunst aan de Universiteit van de Andes in Bogota. Hier concentreerde hij zich op materialen die oorspronkelijk gangbaar waren in Colombia. Sinds medio jaren tachtig heeft hij zijn aandacht verlegd naar gebruik van hoofdzakelijk bamboe als materiaal. Het gewas staat erom bekend dat het tijdens de verbouw veel koolstofdioxide aan de atmosfeer onttrekt. Verder is de verwerking weinig intensief, waardoor bamboe behoort tot de duurzamere bouwmaterialen.
Vélez is internationaal gerenommeerd en ontwierp gebouwen in de Verenigde Staten, Latijns-Amerika, Europa, India en China. Voor de Wereldtentoonstelling 2000 ontwierp hij het ZERI-paviljoen (zero emission research initiative) met een doorsnee van 40 meter en een hoogte van 17 meter.
Met de bouw van het Zócalo Nomadic Museum van januari tot april 2008 in Mexico-Stad ontwierp hij zijn grootste bamboebouwwerk ooit. In december 2009 verwierf Vélez zijn eerste opdracht in Nederland, waarbij hij gevraagd werd het cultuurpodium voor de Tolhuistuin in Amsterdam-Noord te ontwerpen.

## Onderscheiding
In 2009 ontving Vélez de Grote Prins Claus Prijs. Volgens de jury van het Prins Claus Fonds heeft Vélez "door zijn esthetische en technische vernieuwingen de mogelijkheden van bamboe als bouwmateriaal aanzienlijk vergroot en daarmee de bestaande architecturale stromingen uitgedaagd."